# Natural City
Natural City (En coreano 내츄럴 시티) es una película de ciencia ficción de Corea del Sur ambientada en un mundo colonial, que integra robots, androides y cíborgs entre la población.

## Argumento
Dos policías, R y Noma, cazan a los cíborgs rebeldes. Los cíborgs sirven para varias funciones, que van desde los comandos militares hasta las "muñecas" diseñadas para la compañía. Tienen una vida útil limitada de 3 años, aunque la tecnología del mercado negro ha sido desarrollado para la transferencia de la inteligencia artificial de un cyborg en el cerebro de un huésped humano.
Este avance obliga R en la búsqueda de Cyon, una prostituta que ha quedado huérfana y que puede servir como anfitrión para la mente de su muñeca Ria. R Ha caído profundamente enamorado de su muñeca y ella tiene unos pocos días de vida.
Con el tiempo, R debe tomar una decisión entre dejar la colonia con Ria y pasar sus últimos días con ella en un planeta paradisíaco o salvar a sus amigos cuando un cyborg rebelde se hace cargo de la jefatura de policía.

## Elenco
- Yoo Ji-tae como R.
- Lee Jae-eun como Cyon.
- Seo Lin como Ria.
- Jeong Eun-pyo como Croy.
- Yoon Chan como Noma.
- Jeong Doo-hong como Cypher.
- Ko Ju-hye como Ami.

## Acogida
La película recibió valoraciones medias a positivas. Rotten Tomatoes dio a la película un 67% de valoraciones positivas.